# 4540 Oriani
4540 Oriani је астероид главног астероидног појаса. Приближан пречник астероида је 16,5 ,
а средња удаљеност астероида од Сунца износи 2,668 астрономских јединица (АЈ).
Инклинација (нагиб) орбите у односу на раван еклиптике је 6,346 степени, а орбитални период износи 1592,618 дана (4,360 године). Ексцентрицитет орбите астероида износи 0,174.
Апсолутна магнитуда астероида износи 12,1 а геометријски албедо 0,112.
Астероид је откривен 6. новембра 1988. године, а добио је име у част италијанском астроному Барнаби Оријанију.